# Charles Reeve
Charles Reeve, pseudonyme de plume de Jorge Valadas, né à Lisbonne en 1945, est un essayiste libertaire et auteur d’ouvrages historiques, d'origine portugaise vivant en France depuis 1967.
Partisan du communisme de conseils, il participe à plusieurs groupes se réclamant du marxisme antiautoritaire.

## Biographie
Il est né à Lisbonne, dans un Portugal asservi par le régime de l'« Estado Novo » du dictateur António de Oliveira Salazar.
En 1956, âgé de 9 ans, il participe à une manifestation, « en compagnie de son père, homme d’ordre et de morale plutôt favorable au régime, à l’appel du pouvoir salazariste pour soutenir, par anticommunisme, le peuple hongrois. Un peuple qui s’était certes soulevé mais pour occuper les usines, créer des conseils ouvriers et ouvrir ainsi la voie à sa propre émancipation ».
Ouvrier électricien, il déserte l’armée coloniale portugaise, et se réfugie à Paris où il vit depuis 1967.
Il collabore à de nombreux titres de la presse socialiste et libertaire.
Il participe aux Éditions Ab irato et à la revue L’Oiseau-tempête (1997-2006).
Il publie plusieurs ouvrages critiques sur le régime chinois avec Hervé Denès, ce dernier signant sous le pseudonyme de Hsi Hsuan-wou (« Douceur de l’aube »).

## Publications
- Tigre de Papier, le développement du capitalisme en Chine : 1949-1971, Paris, Éditions Spartacus, 1972, (BNF 34610841).

- Avec F. Avila, C. Ferreira, B. Lory, C. Orsoni, Portugal : L'Autre Combat, Classes et Conflits dans la Société, Paris, Éditions Spartacus, 1975, [lire en ligne].

- L'Expérience portugaise : le 25 novembre 1975 au Portugal, les conséquences de la conception putschiste et militaire de la révolution sociale, Paris, Éditions Spartacus, 1976, (BNF 34627477).

- Solidarité enchaînée : pour une interprétation des luttes en Pologne, 1980-1981, Paris, Éditions Spartacus, 1981, (BNF 36600060).

- Exotisme s’abstenir, Journal d’un voyage en Amérique latine (1983-1984), Acratie, 1985, présentation éditeur.

- Malcolm X à Hollywood : à propos du film Malcolm X de Spike Lee, 1992, Paris, Ab irato, 1994, (BNF 36167667).

- Le Portugal dans une Europe à géométrie variable, Éditions Albatroz, 1994[5].

- Avec Sylvie Deneuve et Marc Geoffroy, Au-delà des passe-montagnes du Sud-Est mexicain : l'Indien comme marchandise, de l'usage médiatique de Marcos, la révolte des sans-papiers au Brésil, Paris, Ab irato, 1996, (BNF 36963436)

- Avec Hsuan-wou Hsi, Bureaucratie, bagnes et business, rencontres avec des Chinois, Montreuil, L'Insomniaque, 1997, (BNF 36169447).

- Les Œillets sont coupés : chroniques portugaises, Paris, Paris-Méditerranée , 1999, (BNF 37629552),  (ISBN 2-8427-2066-0)[6],[7].

- Avec Hsuan-wou Hsi, China blues, voyage au pays de l'harmonie précaire, Paris, Éditions Verticales-Phase deux, 2008, (BNF 41270919).

- Avec Raúl Ruano Bellido, Le suspect de l'hôtel Falcón, Montreuil, L'Insomniaque, 2011, (BNF 42405439)[8].

- Les mots qui font peur : vocables à bannir de la toile en Chine, Montreuil, L'Insomniaque, 2011, (BNF 42519998)

- Le Socialisme sauvage : Essai sur l'auto-organisation et la démocratie directe dans les luttes de 1789 à nos jours, L'Échappée, 2018,  (ISBN 978-23730903-5-2), présentation éditeur, note critique
- Itinéraire du refus, Paris, Chandeigne & Lima, coll. Brûle Frontières, 2025.

Sous la signature de Jorge Valadas
- La mémoire et le feu : Portugal, l'envers du décor de l'Euroland, Montreuil, L'Insomniaque, 2006, (BNF 40167054)[9],[10].

- Lettre à mon voisin qui a fait la guerre coloniale, Mapa, janvier 2017, [lire en ligne].

- Itinéraires du refus, Éditions Chandeigne et Lima, Paris, 2025, 272 pages, présentation éditeur.

### Préfaces
- Marinus van der Lubbe, Carnets de route de l’incendiaire du Reichstag et autres écrits, présentés par Yves Pagès et Charles Reeve, Éditions Verticales, 2003[11].

### Articles
- Articles publiés dans Le Monde libertaire, [lire en ligne].
- Articles publiés dans la revue Article 11, [lire en ligne].
- Avec Hsi Hsuan-wou, Au pays de l'harmonie précaire, Libération, 8 juillet 2008, [lire en ligne].
- Avec Hsi Hsuan-wou, De quoi la Révolution culturelle est-elle le nom ?, CQFD, n°127, décembre 2014, [lire en ligne].
- (en) Charles Reeve sur libcom.org, [lire en ligne].